# Estatísticas do Botafogo de Futebol e Regatas
Nesta lista, encontram-se dados e estatísticas do Botafogo de Futebol e Regatas.

## Temporadas

### Estatísticas gerais
| Competição                               | Período                                                | Jogos | Vitórias | Empates | Derrotas | Gols pró | Gols contra |
| ---------------------------------------- | ------------------------------------------------------ | ----- | -------- | ------- | -------- | -------- | ----------- |
| Campeonato Brasileiro (Unificado)        | 1962, 1963, 1967-2002, 2004-2014, 2016-2020, 2022-2024 | 1500  | 553      | 429     | 518      | 1901     | 1811        |
| Copa do Brasil                           | 1990, 1991, 1996-2024                                  | 170   | 78       | 49      | 43       | 271      | 189         |
| Copa Libertadores                        | 1963, 1973, 1996, 2014, 2017, 2024                     | 63    | 29       | 15      | 19       | 95       | 71          |
| Campeonato Carioca                       | 1906 a 2025                                            | 2311  | 1278     | 511     | 522      | 4856     | 2783        |
| Mundial de Clubes                        | 2025                                                   | 4     | 2        | -       | 2        | 3        | 3           |
| Copa Intercontinental                    | 2024                                                   | 1     | -        | -       | 1        | 0        | 3           |
| Recopa Sul-Americana                     | 1994 e 2025                                            | 3     | -        | -       | 3        | 1        | 7           |
| Supercopa_Rei                            | 2025                                                   | 1     | -        | -       | 1        | 1        | 3           |
| Copa Sul-americana                       | 2006-2009, 2011-2012, 2018-2019, 2023                  | 48    | 22       | 13      | 13       | 74       | 55          |
| Campeonato Brasileiro Série B            | 2003, 2015 e 2021                                      | 111   | 57       | 30      | 24       | 186      | 108         |
| Amistosos e torneios amistosos           | 1904 a 2012 (Dados pendentes 2013-2025)                | 1247  | 703      | 272     | 272      | 2885     | 1633        |
| Copa Conmebol                            | 1993 e 1994                                            | 10    | 5        | 4       | 1        | 18       | 10          |
| Copa Denner                              | 1994                                                   | 5     | 3        | -       | 2        | 8        | 9           |
| Copa Master da Conmebol                  | 1996                                                   | 1     | -        | -       | 1        | 3        | 7           |
| Copa Record Rio                          | 2005                                                   | 5     | 1        | 2       | 2        | 3        | 4           |
| Copa Rio                                 | 1991 a 1995 e 2000                                     | 37    | 14       | 11      | 12       | 48       | 34          |
| Seletiva para a Libertadores             | 1999                                                   | 2     | -        | 1       | 1        | 2        | 4           |
| Taça Adolpho Bloch                       | 1990                                                   | 6     | 2        | 2       | 2        | 7        | 6           |
| Taça Cidade Maravilhosa                  | 1996                                                   | 7     | 6        | 1       | -        | 21       | 6           |
| Taça Guanabara                           | 1965 a 1971, 1980 e 1995                               | 60    | 27       | 22      | 11       | 75       | 48          |
| Torneio dos Campeões                     | 1982                                                   | 8     | 1        | 3       | 4        | 8        | 13          |
| Torneio Erasmo Martins Pedro             | 1973                                                   | 2     | 1        | 1       | -        | 2        | 1           |
| Torneio Extra                            | 1938, 1941 e 1952                                      | 19    | 10       | 1       | 8        | 38       | 34          |
| Torneio Heleno Nunes                     | 1984                                                   | 9     | 1        | 7       | 1        | 5        | 3           |
| Torneio Início                           | 1916-1977                                              | 103   | 41       | 37      | 25       | 76       | 45          |
| Torneio João Teixeira de Carvalho        | 1958                                                   | 5     | 5        | -       | -        | 19       | 1           |
| Torneio Preparatório                     | 1932                                                   | 3     | 1        | 1       | 1        | 6        | 5           |
| Torneio Ministro Ney Braga               | 1976                                                   | 6     | 4        | -       | 2        | 12       | 9           |
| Torneio Municipal                        | 1938, 1943 a 1948 e 1951                               | 82    | 43       | 17      | 22       | 238      | 147         |
| Torneio Octogonal Rivadavia Corrêa Meyer | 1953                                                   | 3     | 1        | 1       | 1        | 6        | 5           |
| Torneio Relâmpago                        | 1943 a 1946                                            | 18    | 5        | 6       | 7        | 34       | 38          |
| Torneio Rio-São Paulo                    | 1940, 1950-1966, 1993, 1997-2002                       | 207   | 82       | 55      | 70       | 393      | 358         |
| Total                                    | 1904-2012                                              | 6057  | 2975     | 1491    | 1591     | 11295    | 7453        |

#### Campeonato Brasileiro Unificado
| Competição                       | Período                                                          | Jogos | Vitórias | Empates | Derrotas | Gols pró | Gols contra |
| -------------------------------- | ---------------------------------------------------------------- | ----- | -------- | ------- | -------- | -------- | ----------- |
| Campeonato Brasileiro de Futebol | 1971-1986, 1988-1999, 2001-2002, 2004-2014, 2016-2020, 2022-2024 | 1378  | 514      | 390     | 474      | 1756     | 1662        |
| Copa João Havelange              | 2000                                                             | 24    | 9        | 5       | 10       | 31       | 35          |
| Copa União                       | 1987                                                             | 15    | 4        | 7       | 4        | 11       | 9           |
| Torneio Roberto Gomes Pedroza    | 1967 a 1970                                                      | 65    | 20       | 20      | 25       | 72       | 80          |
| Taça Brasil                      | 1962, 1963, 1967 e 1968                                          | 18    | 6        | 7       | 5        | 31       | 25          |

- Competições em negrito são as que o Botafogo competiu na atual temporada ou na edição mais recente
- Partidas decididas nos pênaltis foram consideradas como empates
- Atualizado em 20 de Agosto de 2025 com dados apenas de competições já encerrada

## Recordes individuais
Última atualização: 8 de dezembro de 2024
| Nº  | Jogador           | Período(s)                             | Jogos | Ref.  |
| 1°  | Nilton Santos     | 1948–1964                              | 721   | [ 1 ] |
| 2°  | Garrincha         | 1953–1965                              | 612   | [ 1 ] |
| 3°  | Jefferson         | 2003–2005 e 2009–2018                  | 459   | [ 1 ] |
| 4°  | Valtencir         | 1967–1976                              | 453   | [ 1 ] |
| 5°  | Quarentinha       | 1954–1964                              | 444   | [ 1 ] |
| 6°  | Manga             | 1959–1968                              | 442   | [ 1 ] |
| 7°  | Carlos Roberto    | 1967–1976                              | 440   | [ 1 ] |
| 8°  | Geninho           | 1940–1954                              | 425   | [ 1 ] |
| 9°  | Jairzinho         | 1962–1974 e 1981                       | 412   | [ 1 ] |
| 9°  | Wágner            | 1993–2002                              | 412   | [ 1 ] |
| 11° | Osmar             | 1970–1979                              | 387   | [ 1 ] |
| 12° | Juvenal           | 1946–1957                              | 384   | [ 1 ] |
| 13° | Gérson dos Santos | 1945–1956                              | 372   | [ 1 ] |
| 14° | Wilson Gottardo   | 1987–1990 e 1994–1996                  | 354   | [ 1 ] |
| 15° | Roberto Miranda   | 1962–1973                              | 349   | [ 1 ] |
| 16° | Pampolini         | 1955–1962                              | 347   | [ 1 ] |
| 17° | Nei Conceição     | 1966–1974                              | 342   | [ 1 ] |
| 18° | Mendonça          | 1975–1982                              | 336   | [ 1 ] |
| 19° | Didi              | 1956–1959, 1960–1962, 1964 e 1964–1965 | 313   | [ 1 ] |
| 20° | Paulistinha       | 1958–1969                              | 305   | [ 1 ] |

| Nº  | Jogador           | Período(s)                             | Gols | Ref.  |
| 1°  | Quarentinha       | 1954–1964                              | 313  | [ 1 ] |
| 2°  | Carvalho Leite    | 1928–1941                              | 261  | [ 1 ] |
| 3°  | Garrincha         | 1953–1965                              | 245  | [ 1 ] |
| 4°  | Heleno de Freitas | 1940–1948                              | 209  | [ 1 ] |
| 5°  | Nilo              | 1919–1923 e 1927–1938                  | 190  | [ 1 ] |
| 6°  | Jairzinho         | 1962–1974 e 1981                       | 189  | [ 1 ] |
| 7°  | Octávio Moraes    | 1942–1953                              | 171  | [ 1 ] |
| 8°  | Túlio Maravilha   | 1994–1996, 1998, 2000 e 2012–2013      | 167  | [ 1 ] |
| 9°  | Roberto Miranda   | 1962–1973                              | 154  | [ 1 ] |
| 10° | Dino da Costa     | 1948–1955                              | 144  | [ 1 ] |
| 11° | Amarildo          | 1958–1963                              | 136  | [ 1 ] |
| 12° | Paulinho Valentim | 1956–1960                              | 135  | [ 1 ] |
| 13° | Nílson Dias       | 1970–1979                              | 127  | [ 1 ] |
| 14° | Mendonça          | 1975–1982                              | 118  | [ 1 ] |
| 15° | Geninho           | 1940–1954                              | 115  | [ 1 ] |
| 16° | Didi              | 1956–1959, 1960–1962, 1964 e 1964–1965 | 114  | [ 1 ] |
| 17° | Zezinho           | 1948–1954                              | 110  | [ 1 ] |
| 18° | Pascoal           | 1937–1943                              | 105  | [ 1 ] |
| 19° | Patesko           | 1934–1943                              | 102  | [ 1 ] |
| 20° | Gérson            | 1963–1969                              | 96   | [ 1 ] |

### Recordes de estrangeiros
Jogadores brasileiros com ascendência estrangeira ou dupla nacionalidade, porém sem atuação por uma seleção estrangeira antes ou durante a sua passagem pelo Botafogo, não aparecem nos rankings de estrangeiros.
| Nº  | Jogador           | Período(s)            | Jogos | Ref.  |
| 1°  | Gatito Fernández  | 2017–2024             | 222   | [ 3 ] |
| 2°  | Joel Carli        | 2016–2020 e 2021–2023 | 190   | [ 4 ] |
| 3°  | Rodolfo Fischer   | 1972–1976             | 180   | [ 5 ] |
| 4°  | Germán Herrera    | 2010–2012             | 142   | [ 5 ] |
| 5°  | Loco Abreu        | 2010–2012             | 107   | [ 6 ] |
| 6°  | Francisco Police  | 1917–1922             | 106   | [ 7 ] |
| 7°  | Leonardo Valencia | 2017–2019             | 92    | [ 5 ] |
| 8°  | Víctor Cuesta     | 2022–2023             | 91    | [ 8 ] |
| 9°  | Carlos Santamaría | 1941–1944             | 87    | [ 5 ] |
| 10° | Nicolás Lodeiro   | 2012–2014             | 85    | [ 5 ] |

| Nº  | Jogador          | Período(s)       | Gols | Ref.  |
| 1°  | Rodolfo Fischer  | 1972–1976        | 68   | [ 9 ] |
| 2°  | Loco Abreu       | 2010–2012        | 63   | [ 9 ] |
| 3°  | Germán Herrera   | 2010–2012        | 51   | [ 9 ] |
| 4°  | Alfredo González | 1942–1943        | 26   | [ 9 ] |
| 5°  | Elger Alarcón    | 1955–1957        | 25   | [ 9 ] |
| 6°  | Clarence Seedorf | 2012–2013        | 24   | [ 5 ] |
| 7°  | Franquito        | 1944–1946        | 23   | [ 9 ] |
| 8°  | Nicolás Lodeiro  | 2012–2014        | 17   | [ 5 ] |
| 9°  | Roque Valsechi   | 1944 e 1946–1947 | 16   | [ 9 ] |
| 10° | Eugênio Chemp    | 1937–1938        | 15   | [ 9 ] |

## Artilharias
| Competição                      | Ano  | Jogador             | Gols | Ref.   |
| Copa Libertadores da América    | 2024 | Júnior Santos       | 10   | [ 10 ] |
| Copa Conmebol                   | 1993 | Sinval              | 8    | [ 11 ] |
| Recopa Sul-americana            | 1994 | Roberto Cavalo      | 1    | [ 12 ] |
| Campeonato Brasileiro           | 1968 | Ferretti            | 7    |        |
| Campeonato Brasileiro           | 1994 | Túlio Maravilha     | 19   |        |
| Campeonato Brasileiro           | 1995 | Túlio Maravilha     | 23   |        |
| Copa do Brasil                  | 2004 | Alex Alves          | 8    |        |
| Copa do Brasil                  | 2007 | André Lima          | 5    |        |
| Copa do Brasil                  | 2008 | Wellington Paulista | 6    |        |
| Copa do Brasil                  | 2023 | Tiquinho Soares     | 5    |        |
| Torneio Rio-São Paulo           | 1954 | Dino da Costa       | 7    |        |
| Torneio Rio-São Paulo           | 1960 | Quarentinha         | 11   |        |
| Torneio Rio-São Paulo           | 1962 | Amarildo            | 8    |        |
| Torneio Rio-São Paulo           | 1966 | Parada              | 8    |        |
| Torneio Rio-São Paulo           | 1999 | Bebeto              | 5    |        |
| Taça dos Campeões Rio-São Paulo | 1910 | Abelardo de Lamare  | 3    |        |
| Taça dos Campeões Rio-São Paulo | 1910 | Décio Viccari       | 3    |        |
| Taça dos Campeões Rio-São Paulo | 1911 | Mimi Sodré          | 1    | [ 13 ] |
| Taça dos Campeões Rio-São Paulo | 1911 | Rolando de Lamare   | 1    | [ 13 ] |
| Taça dos Campeões Rio-São Paulo | 1930 | Nilo                | 4    |        |
| Taça dos Campeões Rio-São Paulo | 1948 | Octávio Moraes      | 1    |        |
| Taça dos Campeões Rio-São Paulo | 1961 | Amarildo            | 2    | [ 14 ] |
| Copa dos Campeões Estaduais     | 1931 | Celso               | 2    |        |
| Campeonato Carioca              | 1907 | Flávio Ramos        | 6    |        |
| Campeonato Carioca              | 1909 | Flávio Ramos        | 16   |        |
| Campeonato Carioca              | 1910 | Abelardo de Lamare  | 22   |        |
| Campeonato Carioca              | 1912 | Mimi Sodré          | 12   |        |
| Campeonato Carioca              | 1913 | Mimi Sodré          | 13   |        |
| Campeonato Carioca              | 1916 | Aluízo              | 12   |        |
| Campeonato Carioca              | 1917 | Luís Menezes        | 16   |        |
| Campeonato Carioca              | 1918 | Luís Menezes        | 21   |        |
| Campeonato Carioca              | 1920 | Arlindo             | 17   |        |
| Campeonato Carioca              | 1927 | Nilo                | 30   |        |
| Campeonato Carioca              | 1933 | Nilo                | 19   |        |
| Campeonato Carioca              | 1936 | Carvalho Leite      | 15   |        |
| Campeonato Carioca              | 1938 | Carvalho Leite      | 16   |        |
| Campeonato Carioca              | 1939 | Carvalho Leite      | 22   |        |
| Campeonato Carioca              | 1942 | Heleno de Freitas   | 28   |        |
| Campeonato Carioca              | 1948 | Octávio Moraes      | 21   |        |
| Campeonato Carioca              | 1954 | Dino da Costa       | 24   |        |
| Campeonato Carioca              | 1957 | Paulinho Valentim   | 22   |        |
| Campeonato Carioca              | 1958 | Quarentinha         | 20   |        |
| Campeonato Carioca              | 1959 | Quarentinha         | 25   |        |
| Campeonato Carioca              | 1960 | Quarentinha         | 25   |        |
| Campeonato Carioca              | 1961 | Amarildo            | 18   |        |
| Campeonato Carioca              | 1968 | Roberto Miranda     | 13   |        |
| Campeonato Carioca              | 1971 | Paulo César Caju    | 11   |        |
| Campeonato Carioca              | 1984 | Baltazar            | 12   |        |
| Campeonato Carioca              | 1994 | Túlio Maravilha     | 14   |        |
| Campeonato Carioca              | 1995 | Túlio Maravilha     | 27   |        |
| Campeonato Carioca              | 2006 | Dodô                | 9    |        |
| Campeonato Carioca              | 2007 | Dodô                | 13   |        |
| Campeonato Carioca              | 2008 | Welington Paulista  | 14   |        |
| Campeonato Carioca              | 2009 | Maicosuel           | 12   |        |
| Torneio Municipal               | 1943 | Heleno de Freitas   | 11   | [ 13 ] |
| Torneio Municipal               | 1944 | Heleno de Freitas   | 10   | [ 13 ] |
| Torneio Municipal               | 1946 | Heleno de Freitas   | 13   | [ 13 ] |
| Torneio Municipal               | 1996 | Túlio Maravilha     | 10   | [ 13 ] |

| Competição                      | Jogador           | Gols | Ref.   |
| Mundial de Clubes               | Igor Jesus        | 2    | [ 15 ] |
| Copa Libertadores               | Júnior Santos     | 10   | [ 10 ] |
| Copa Conmebol                   | Sinval            | 8    | [ 16 ] |
| Copa Sul-Americana              | Lúcio Flávio      | 7    | [ 16 ] |
| Copa Master da Conmebol         | Túlio Maravilha   | 3    | [ 17 ] |
| Recopa Sul-Americana            | Roberto Cavalo    | 1    | [ 13 ] |
| Campeonato Brasileiro           | Túlio Maravilha   | 69   | [ 18 ] |
| Copa do Brasil                  | Dodô              | 12   | [ 19 ] |
| Supercopa Rei                   | Patrick de Paula  | 1    | [ 20 ] |
| Série B                         | Rafael Navarro    | 15   | [ 21 ] |
| Torneio Rio-São Paulo           | Quarentinha       | 36   | [ 22 ] |
| Taça dos Campeões Rio-São Paulo | Nilo              | 4    | [ 13 ] |
| Copa dos Campeões Estaduais     | Celso             | 2    |        |
| Campeonato Carioca              | Carvalho Leite    | 166  | [ 23 ] |
| Torneio Municipal               | Heleno de Freitas | 48   | [ 24 ] |

| Estádio               | Jogador         | Gols | Ref.   |
| Caio Martins          | Túlio Maravilha | 64   | [ 25 ] |
| General Severiano     | Carvalho Leite  | 101  |        |
| Luso Brasileiro       | Alex Alves      | 10   | [ 26 ] |
| Maracanã              | Quarentinha     | 95   | [ 27 ] |
| Marechal Hermes       | Dé Aranha       | 22   |        |
| Nilton Santos         | Loco Abreu      | 41   | [ 28 ] |
| São Clemente          | Mimi Sodré      | 11   |        |
| Voluntários da Pátria | Flávio Ramos    | 35   |        |

| Rival                               | Jogador           | Gols | Ref.   |
| Flamengo (Clássico da Rivalidade)   | Heleno de Freitas | 22   | [ 29 ] |
| Fluminense (Clássico Vovô)          | Heleno de Freitas | 16   | [ 30 ] |
| Vasco da Gama (Clássico da Amizade) | Quarentinha       | 17   | [ 31 ] |

## Por partidas
| Recordes de gols em uma única partida |                    |      |                    |                       |                   |
| #                                     | Nome               | Gols | Adversário         | Data                  |                   |
| 1.                                    | Gilbert Hime       | 9    | SC Mangueira       | 30 de maio de 1909    | C. Carioca        |
| 2.                                    | Flávio Ramos       | 7    | SC Mangueira       | 30 de maio de 1909    | C. Carioca        |
| 3.                                    | Abelardo de Lamare | 7    | Riachuelo F.C.     | 4 de setembro de 1910 | C. Carioca        |
| 4.                                    | Flávio Ramos       | 6    | Hadock Lobo        | 11 de julho de 1909   | C. Carioca        |
| 5.                                    | Dinorah            | 6    | Hadock Lobo        | 11 de julho de 1909   | C. Carioca        |
| 6.                                    | Nilo Murtinho      | 6    | Vila Isabel F.C.   | 19 de junho de 1927   | C. Carioca        |
| 7.                                    | Nilo Murtinho      | 6    | Petropolitano F.C. | 16 de março de 1930   | Amistoso          |
| 8.                                    | Pascoal            | 6    | Madureira          | 1 de janeiro de 1939  | C. Carioca        |
| 9.                                    | Heleno de Freitas  | 6    | Canto do rio F.C.  | 19 de maio de 1946    | Torneio Municipal |
| 10.                                   | Benedicto          | 5    | Petropolitano F.C. | 16 de março de 1930   | Amistoso          |

| Lista de partidas com maiores goleadas do Botafogo                          |              |                                     |                        |
| #                                                                           | Placar final | Partida                             | Data                   |
| 1.                                                                          | 24 - 0*      | Botafogo vs. SC Mangueira           | 30 de maio de 1909     |
| 2.                                                                          | 15 - 1       | Botafogo vs. Riachuelo FC           | 4 de setembro de 1910  |
| 3.                                                                          | 15 - 2       | Botafogo vs. Petropolitano FC       | 16 de maio 1930        |
| 4.                                                                          | 13 - 0       | Botafogo vs. Haddock Lobo FC        | 11 de julho de 1909    |
| 5.                                                                          | 13 - 1       | Botafogo vs. Vila Isabel FC         | 8 de abril de 1928     |
| 6.                                                                          | 11 - 0       | Botafogo vs. Haddock Lobo FC        | 2 de outubro de 1910   |
| 7.                                                                          | 11 - 0       | Botafogo vs. Seleção da Venezuela   | 30 de abril de 1950    |
| 8.                                                                          | 11 - 0       | Botafogo vs. Seleção de Niterói     | 1 de dezembro de 1965  |
| 9.                                                                          | 11 - 1       | Botafogo vs. Couraçado Renown (ING) | 12 de outubro de 1919  |
| 10.                                                                         | 10 - 0       | Botafogo vs. Germânia FC            | 29 de setembro de 1912 |
| 11.                                                                         | 10 - 0       | Botafogo vs. Bonsucesso FC          | 14 de setembro de 1946 |
| 12.                                                                         | 10 - 0       | Botafogo vs. SC Aymorés             | 24 de julho de 1966    |
| 13.                                                                         | 10 - 0       | Botafogo vs. Stäffen FC (SUI)       | 4 de agosto de 1985    |
| 14.                                                                         | 9 - 0        | Botafogo vs. Internacional FC (RJ)  | 4 de agosto de 1912    |
| 15.                                                                         | 9 - 0        | Botafogo vs. SC Mangueira           | 28 de julho de 1918    |
| 16.                                                                         | 9 - 0        | Botafogo vs. Bonsucesso FC          | 16 de dezembro de 1944 |
| 17.                                                                         | 12 - 4       | Botafogo vs. São Cristóvão AC       | 3 de março de 1929     |
| 18.                                                                         | 11 - 3       | Botafogo vs. Madureira AC           | 1 de janeiro de 1939   |
| 19.                                                                         | 9 - 1        | Botafogo vs. Riachuelo FC           | 5 de junho de 1910     |
| 20.                                                                         | 9 - 1        | Botafogo vs. SC Americano           | 25 de maio de 1913     |
| *: maior goleada da história do futebol brasileiro em competições oficiais. |              |                                     |                        |
| Observação: partidas listadas por diferença de gols.                        |              |                                     |                        |

## Partidas históricas
|  | Data                    | Competição                      | Estádio                   |          | Placar | Adversário            | Público | Notas       |
|  | ----------------------- | ------------------------------- | ------------------------- | -------- | ------ | --------------------- | ------- | ----------- |
|  | 2 de outubro de 1904    | Amistoso                        | Rua Campos Sales          | Botafogo | 0–3    | Football and Athletic |         | [ nota 2 ]  |
|  | 21 de maio de 1905      | Amistoso                        | Rua Conde de Irajá        | Botafogo | 1–0    | Petropolitano         |         | [ nota 3 ]  |
|  | 22 de setembro de 1907  | Campeonato Carioca              | Rua Guanabara             | Botafogo | 4–2    | Fluminense            | 4 000   | [ nota 4 ]  |
|  | 30 de maio de 1909      | Campeonato Carioca              | Rua Voluntários da Pátria | Botafogo | 24–0   | Mangueira             | 224     | [ nota 5 ]  |
|  | 25 de setembro de 1910  | Campeonato Carioca              | Rua Voluntários da Pátria | Botafogo | 6–1    | Fluminense            | 4 000   | [ nota 6 ]  |
|  | 29 de setembro de 1912  | Campeonato Carioca              | Rua Paysandu              | Botafogo | 10–0   | Germânia              |         | [ nota 7 ]  |
|  | 13 de maio de 1913      | Campeonato Carioca              | General Severiano         | Botafogo | 1–0    | Flamengo              | 3 000   | [ nota 8 ]  |
|  | 29 de maio de 1927      | Campeonato Carioca              | Rua Paysandu              | Botafogo | 9–2    | Flamengo              |         | [ nota 9 ]  |
|  | 7 de dezembro de 1930   | Campeonato Carioca              | Laranjeiras               | Botafogo | 2–2    | Fluminense            |         | [ nota 10 ] |
|  | 6 de maio de 1931       | Taça dos Campeões Estaduais     | General Severiano         | Botafogo | 7–1    | Corinthians           | 4 000   | [ nota 11 ] |
|  | 2 de outubro de 1932    | Campeonato Carioca              | Campo da Estrada Norte    | Botafogo | 5–4    | Bonsucesso            |         | [ nota 12 ] |
|  | 5 de novembro de 1933   | Campeonato Carioca              | General Severiano         | Botafogo | 1–1    | Olaria                |         | [ nota 13 ] |
|  | 2 de dezembro de 1934   | Campeonato Carioca              | General Severiano         | Botafogo | 2–1    | Andarahy              |         | [ nota 14 ] |
|  | 9 de dezembro de 1934   | Amistoso                        | São Januário              | Botafogo | 1–1    | Vasco da Gama         | 15 000  | [ nota 15 ] |
|  | 3 de agosto de 1935     | Amistoso                        | General Severiano         | Botafogo | 9–2    | Santos                |         | [ nota 16 ] |
|  | 26 de janeiro de 1936   | Campeonato Carioca              | São Januário              | Botafogo | 5–4    | Andarahy              | 9 000   | [ nota 17 ] |
|  | 10 de julho de 1940     | Torneio Rio-São Paulo           | Laranjeiras               | Botafogo | 8–1    | São Paulo             |         | [ nota 18 ] |
|  | 10 de setembro de 1944  | Campeonato Carioca              | General Severiano         | Botafogo | 5–2    | Flamengo              |         | [ nota 19 ] |
|  | 12 de dezembro de 1948  | Campeonato Carioca              | General Severiano         | Botafogo | 3–1    | Vasco da Gama         | 18 321  | [ nota 20 ] |
|  | 19 de julho de 1953     | Campeonato Carioca              | Maracanã                  | Botafogo | 6–3    | Bonsucesso            |         | [ nota 21 ] |
|  | 22 de dezembro de 1957  | Campeonato Carioca              | Maracanã                  | Botafogo | 6–2    | Fluminense            | 89 100  | [ nota 22 ] |
|  | 11 de junho de 1958     | João Teixeira de Carvalho       | General Severiano         | Botafogo | 5–0    | Vasco da Gama         |         | [ nota 23 ] |
|  | 28 de dezembro de 1961  | Campeonato Carioca              | Maracanã                  | Botafogo | 3–0    | Flamengo              | 40 000  | [ nota 24 ] |
|  | 17 de março de 1962     | Torneio Rio-São Paulo           | Maracanã                  | Botafogo | 3–1    | Palmeiras             | 50 325  | [ nota 25 ] |
|  | 15 de dezembro de 1962  | Campeonato Carioca              | Maracanã                  | Botafogo | 3–0    | Flamengo              | 158 994 | [ nota 26 ] |
|  | 13 de junho de 1963     | Torneio de Paris                | Parc des Princes          | Botafogo | 3–2    | Racing Paris          | 20 000  | [ nota 27 ] |
|  | 10 de janeiro de 1965   | Torneio Rio-São Paulo           | Maracanã                  | Botafogo | 3–2    | Santos                | 42 068  | [ nota 28 ] |
|  | 15 de setembro de 1965  | Campeonato Carioca              | General Severiano         | Botafogo | 2–1    | Portuguesa-RJ         | 5 000   | [ nota 29 ] |
|  | 27 de março de 1966     | Torneio Rio-São Paulo           | Maracanã                  | Botafogo | 3–0    | Vasco da Gama         | 69 960  | [ nota 30 ] |
|  | 20 de agosto de 1967    | Campeonato Carioca              | Maracanã                  | Botafogo | 3–2    | America               | 82 421  | [ nota 31 ] |
|  | 17 de dezembro de 1967  | Campeonato Carioca              | Maracanã                  | Botafogo | 2–1    | Bangu                 | 111 641 | [ nota 32 ] |
|  | 9 de junho de 1968      | Campeonato Carioca              | Maracanã                  | Botafogo | 4–0    | Vasco da Gama         | 141 689 | [ nota 33 ] |
|  | 19 de setembro de 1968  | Campeonato Carioca              | Maracanã                  | Botafogo | 4–1    | Flamengo              | 94 535  | [ nota 34 ] |
|  | 4 de outubro de 1969    | Campeonato Brasileiro           | Maracanã                  | Botafogo | 4–0    | Fortaleza             | 34 588  | [ nota 35 ] |
|  | 15 de novembro de 1972  | Campeonato Brasileiro           | Maracanã                  | Botafogo | 6–0    | Flamengo              | 46 279  | [ nota 36 ] |
|  | 2 de junho de 1979      | Campeonato Carioca              | Maracanã                  | Botafogo | 1–0    | Flamengo              | 139 098 | [ nota 37 ] |
|  | 19 de abril de 1981     | Campeonato Brasileiro           | Maracanã                  | Botafogo | 3–1    | Flamengo              | 135 487 | [ nota 38 ] |
|  | 12 de agosto de 1988    | Troféu Cidade de Palma          | Luis Sitjar               | Botafogo | 3–1    | Boca Juniors          | 10 000  | [ nota 39 ] |
|  | 13 de agosto de 1988    | Troféu Cidade de Palma          | Luis Sitjar               | Botafogo | 1–0    | Barcelona             | 10 000  | [ nota 40 ] |
|  | 21 de junho de 1989     | Campeonato Carioca              | Maracanã                  | Botafogo | 1–0    | Flamengo              | 68 671  | [ nota 41 ] |
|  | 29 de julho de 1990     | Campeonato Carioca              | Maracanã                  | Botafogo | 1–0    | Vasco da Gama         | 35 083  | [ nota 42 ] |
|  | 30 de setembro de 1993  | Copa CONMEBOL                   | Maracanã                  | Botafogo | 2–2    | Peñarol               | 45 000  | [ nota 43 ] |
|  | 12 de novembro de 1995  | Campeonato Brasileiro           | Maracanã                  | Botafogo | 5–0    | Atlético Mineiro      | 19 533  | [ nota 44 ] |
|  | 14 de dezembro de 1995  | Campeonato Brasileiro           | Maracanã                  | Botafogo | 2–1    | Santos                | 53 668  | [ nota 45 ] |
|  | 17 de dezembro de 1995  | Campeonato Brasileiro           | Pacaembu                  | Botafogo | 1–1    | Santos                | 28 488  | [ nota 46 ] |
|  | 29 de fevereiro de 1996 | Taça Cidade Maravilhosa         | Maracanã                  | Botafogo | 3–0    | Madureira             | 22 962  | [ nota 47 ] |
|  | 10 de agosto de 1996    | Troféu Teresa Herrera           | Riazor                    | Botafogo | 4–4    | Juventus              | 10 000  | [ nota 48 ] |
|  | 8 de julho de 1997      | Campeonato Carioca              | Maracanã                  | Botafogo | 1–0    | Vasco da Gama         | 16 854  | [ nota 49 ] |
|  | 28 de fevereiro de 1998 | Torneio Rio-São Paulo           | Morumbi                   | Botafogo | 3–2    | São Paulo             | 38 560  | [ nota 50 ] |
|  | 27 de junho de 1999     | Copa do Brasil                  | Maracanã                  | Botafogo | 0–0    | Juventude             | 101 581 | [ nota 51 ] |
|  | 17 de novembro de 2002  | Campeonato Brasileiro           | Caio Martins              | Botafogo | 0–1    | São Paulo             |         | [ nota 52 ] |
|  | 22 de novembro de 2003  | Campeonato Brasileiro - Série B | Caio Martins              | Botafogo | 3–1    | Marília               | 9 042   | [ nota 53 ] |
|  | 14 de março de 2004     | Campeonato Carioca              | Maracanã                  | Botafogo | 1–0    | Flamengo              | 28 541  | [ nota 54 ] |
|  | 19 de dezembro de 2004  | Campeonato Brasileiro           | Arena da Baixada          | Botafogo | 1–1    | Atlético Paranaense   | 20 061  | [ nota 55 ] |
|  | 12 de fevereiro de 2006 | Campeonato Carioca              | Maracanã                  | Botafogo | 3–1    | America               | 44 550  | [ nota 56 ] |
|  | 9 de abril de 2006      | Campeonato Carioca              | Maracanã                  | Botafogo | 3–1    | Madureira             | 44 500  | [ nota 57 ] |
|  | 12 de abril de 2007     | Campeonato Carioca              | Maracanã                  | Botafogo | 4–4    | Vasco da Gama         | 39 993  | [ nota 58 ] |
|  | 30 de junho de 2007     | Campeonato Brasileiro           | Engenhão                  | Botafogo | 2–1    | Fluminense            | 43 810  | [ nota 59 ] |
|  | 18 de abril de 2010     | Campeonato Carioca              | Maracanã                  | Botafogo | 2–1    | Flamengo              | 60 748  | [ nota 60 ] |
|  | 29 de abril de 2012     | Campeonato Carioca              | Engenhão                  | Botafogo | 1–0    | Vasco da Gama         | 35 321  | [ nota 61 ] |
|  | 5 de maio de 2013       | Campeonato Carioca              | Raulino de Oliveira       | Botafogo | 1–0    | Fluminense            | 15 516  | [ nota 62 ] |
|  | 8 de dezembro de 2013   | Campeonato Brasileiro           | Maracanã                  | Botafogo | 3–0    | Criciúma              | 34 354  | [ nota 63 ] |
|  | 3 de setembro de 2014   | Copa do Brasil                  | Arena Castelão            | Botafogo | 4–3    | Ceará                 | 38 949  | [ nota 64 ] |
|  | 30 de novembro de 2014  | Campeonato Brasileiro           | Vila Belmiro              | Botafogo | 0–2    | Santos                | 4 269   | [ nota 65 ] |
|  | 1 de março de 2015      | Campeonato Carioca              | Maracanã                  | Botafogo | 1–0    | Flamengo              | 49 833  | [ nota 66 ] |
|  | 10 de novembro de 2015  | Campeonato Brasileiro - Série B | Passo das Emas            | Botafogo | 1–0    | Luverdense            | 3 723   | [ nota 67 ] |
|  | 13 de abril de 2017     | Copa Libertadores               | Atanasio Girardot         | Botafogo | 2–0    | Atlético Nacional     | 40 638  | [ nota 68 ] |
|  | 8 de abril de 2018      | Campeonato Carioca              | Maracanã                  | Botafogo | 1–0    | Vasco da Gama         | 64 200  | [ nota 69 ] |
|  | 5 de fevereiro de 2021  | Campeonato Brasileiro           | Nilton Santos             | Botafogo | 0–1    | Sport                 | 0       | [ nota 70 ] |
|  | 15 de novembro de 2021  | Campeonato Brasileiro - Série B | Nilton Santos             | Botafogo | 2–1    | Operário-PR           | 25 584  | [ nota 71 ] |
|  | 18 de agosto de 2024    | Campeonato Brasileiro           | Nilton Santos             | Botafogo | 4–1    | Flamengo              | 25 888  | [ nota 72 ] |
|  | 23 de outubro de 2024   | Copa Libertadores               | Nilton Santos             | Botafogo | 5–0    | Peñarol               | 42 982  | [ nota 73 ] |
|  | 26 de novembro de 2024  | Campeonato Brasileiro           | Allianz Parque            | Botafogo | 3–1    | Palmeiras             | 31 753  | [ nota 74 ] |
|  | 30 de novembro de 2024  | Copa Libertadores               | Mâs Monumental            | Botafogo | 3–1    | Atlético Mineiro      | ≅72 000 | [ nota 75 ] |
|  | 8 de dezembro de 2024   | Campeonato Brasileiro           | Nilton Santos             | Botafogo | 2–1    | São Paulo             | 41 986  | [ nota 76 ] |

## Maiores públicos
Esses são os dez maiores públicos da história do Botafogo:[a]
| Nº | Público | Mandante      | Placar | Visitante     | Estádio  | Data                   | Competição       | Ref.    |
| -- | ------- | ------------- | ------ | ------------- | -------- | ---------------------- | ---------------- | ------- |
| 1  | 160 000 | Fluminense    | 1–0    | Botafogo      | Maracanã | 27 de junho de 1971    | Carioca          |         |
| 1  | 158 994 | Botafogo      | 3–0    | Flamengo      | Maracanã | 15 de dezembro de 1962 | Carioca          |         |
| 2  | 158 477 | Flamengo      | 2–2    | Botafogo      | Maracanã | 29 de abril de 1979    | Carioca Especial |         |
| 3  | 149 191 | Flamengo      | 2–1    | Botafogo      | Maracanã | 1 de junho de 1969     | Carioca          |         |
| 4  | 149 005 | Vasco da Gama | 2–0    | Botafogo      | Maracanã | 28 de abril de 1968    | Carioca          |         |
| 5  | 142 892 | Flamengo      | 0–2    | Botafogo      | Maracanã | 14 de março de 1971    | Carioca          |         |
| 7  | 141 689 | Botafogo      | 4–0    | Vasco da Gama | Maracanã | 9 de junho de 1968     | Carioca          |         |
| 8  | 139 098 | Botafogo      | 1–0    | Flamengo      | Maracanã | 2 de junho de 1979     | Carioca          |         |
| 9  | 137 261 | Flamengo      | 0–0    | Botafogo      | Maracanã | 26 de março de 1972    | Carioca          |         |
| 10 | 135 487 | Botafogo      | 3–1    | Flamengo      | Maracanã | 19 de abril de 1981    | Brasileiro       | [ 125 ] |

Esses são os cinco maiores públicos em jogos sem os maiores rivais:
| Nº | Público | Mandante | Placar | Visitante        | Estádio  | Data                    | Competição     | Ref.    |
| -- | ------- | -------- | ------ | ---------------- | -------- | ----------------------- | -------------- | ------- |
| 1  | 111 641 | Botafogo | 2–1    | Bangu            | Maracanã | 17 de dezembro de 1967  | Carioca        | [ 73 ]  |
| 2  | 107 730 | Botafogo | 0–0    | Atlético Mineiro | Maracanã | 12 de fevereiro de 1978 | Brasileiro     | [ 125 ] |
| 3  | 102 348 | Botafogo | 3–0    | Santos           | Maracanã | 3 de janeiro de 1962    | Amistoso       |         |
| 4  | 102 260 | Botafogo | 3–1    | Santos           | Maracanã | 31 de março de 1963     | Brasileiro     | [ 126 ] |
| 5  | 101 581 | Botafogo | 0–0    | Juventude        | Maracanã | 27 de junho de 1999     | Copa do Brasil | [ 97 ]  |

Esses são os dez maiores públicos do Botafogo no Estádio Nilton Santos (Engenhão):
| Nº | Público | Mandante   | Placar | Visitante     | Estádio       | Data                   | Competição   | Ref.    |
| -- | ------- | ---------- | ------ | ------------- | ------------- | ---------------------- | ------------ | ------- |
| 1  | 43 810  | Fluminense | 1–2    | Botafogo      | Nilton Santos | 30 de junho de 2007    | Brasileiro   | [ 127 ] |
| 2  | 43 071  | Botafogo   | 4–1    | Coritiba      | Nilton Santos | 30 de julho de 2023    | Brasileiro   | [ 128 ] |
| 3  | 42 982  | Botafogo   | 5–0    | Peñarol       | Nilton Santos | 23 de outubro de 2024  | Libertadores | [ 129 ] |
| 4  | 42 000  | Botafogo   | 4–0    | Ceará         | Nilton Santos | 7 de setembro de 2011  | Brasileiro   | [ 130 ] |
| 5  | 41 986  | Botafogo   | 2–1    | São Paulo     | Nilton Santos | 8 de dezembro de 2024  | Brasileiro   | [ 131 ] |
| 6  | 41 899  | Botafogo   | 0–0    | Cuiabá        | Nilton Santos | 9 de novembro de 2024  | Brasileiro   | [ 132 ] |
| 7  | 41 387  | Botafogo   | 3–1    | Vasco da Gama | Nilton Santos | 29 de abril de 2012    | Carioca      | [ 133 ] |
| 8  | 40 769  | Botafogo   | 1–2    | Flamengo      | Nilton Santos | 2 de setembro de 2023  | Brasileiro   | [ 134 ] |
| 9  | 40 089  | Botafogo   | 0–0    | São Paulo     | Nilton Santos | 18 de setembro de 2024 | Libertadores | [ 135 ] |
| 10 | 40 050  | Botafogo   | 2–0    | Nacional-URU  | Nilton Santos | 10 de agosto de 2017   | Libertadores | [ 136 ] |

- A ^  O jogo Botafogo 0x0 Portuguesa-RJ não é considerado porque se tratou de uma rodada dupla para o Campeonato Carioca de 1969 em que o chamariz foi o jogo principal entre Flamengo e Fluminense.

## A maior série invicta do futebol brasileiro
A maior série invicta do futebol brasileiro pertence ao Botafogo juntamente com o Flamengo. Os dois clubes do Rio de Janeiro passaram 52 jogos sem perder na década de 70: entre os anos de 1977 e 1978 pelo Alvinegro e entre os anos de 1978 e 1979 pelo Rubro-negro.

## Os que mais foram campeões
O goleiro Manga foi o jogador de futebol que mais foi campeão com a camisa do Botafogo. Ele conquistou 20 títulos durante sua passagem pelo clube. O segundo jogador é o polivalente Paulistinha. O atleta esteve com o Botafogo na campanha de 18 títulos. Nílton Santos, A Enciclopédia do Futebol, é o terceiro jogador com mais glórias pelo alvinegro, já que venceu 16 títulos durante os seus dezoito anos de futebolista dedicados exclusivamente ao Botafogo de Futebol e Regatas (somando-se os títulos das Seleções Brasileiras e Carioca, Nílton possui 26 títulos como profissional).

## Futebolistas convocados para a Seleção Brasileira
O Botafogo é o sétimo clube de futebol que mais cedeu jogadores à Seleção Brasileira. Até hoje, 95 jogadores foram convocados para defender o Brasil.> Nisto, 92 jogadores alvinegros entraram em campo para defender o quadro principal do país. Em seleções sub-23, o alvinegro pôs 33 jogadores à disposição do time nacional.
Os primeiros convocados oficiais foram Abelardo e Rolando de Lamare, em 21 de julho de 1914, e o último Marcinho, em 2019. Porém, amadoramente, em 1908, Ernest H. Coggin, Flávio Ramos, Lulú Rocha, Octávio Werneck e Raphael Sampaio já haviam sido  convocados. O jogador que mais atuou pela Seleção enquanto jogava no Botafogo foi Jairzinho, com 101 jogos. Ele, que marcou gols em todos os jogos da Copa do Mundo de 1970, também foi o alvinegro que mais marcou gols pelo Brasil, 42 no total, sendo assim o 6° maior goleador da Seleção Brasileira.
Em Copas do Mundo, o Botafogo também é o clube de futebol que mais cedeu jogadores à Seleção Brasileira. Nas 22 edições do torneio, houve 47 convocações de jogadores alvinegros para a disputa, sendo que 9 jogadores do clube foram convocados somente para a Copa do Mundo de 1934. O Botafogo também serviu de base para a Seleção Brasileira Campeã do Mundo em 1958 e 1962 com vários titulares.